# Heilige Familie (Schöftland)

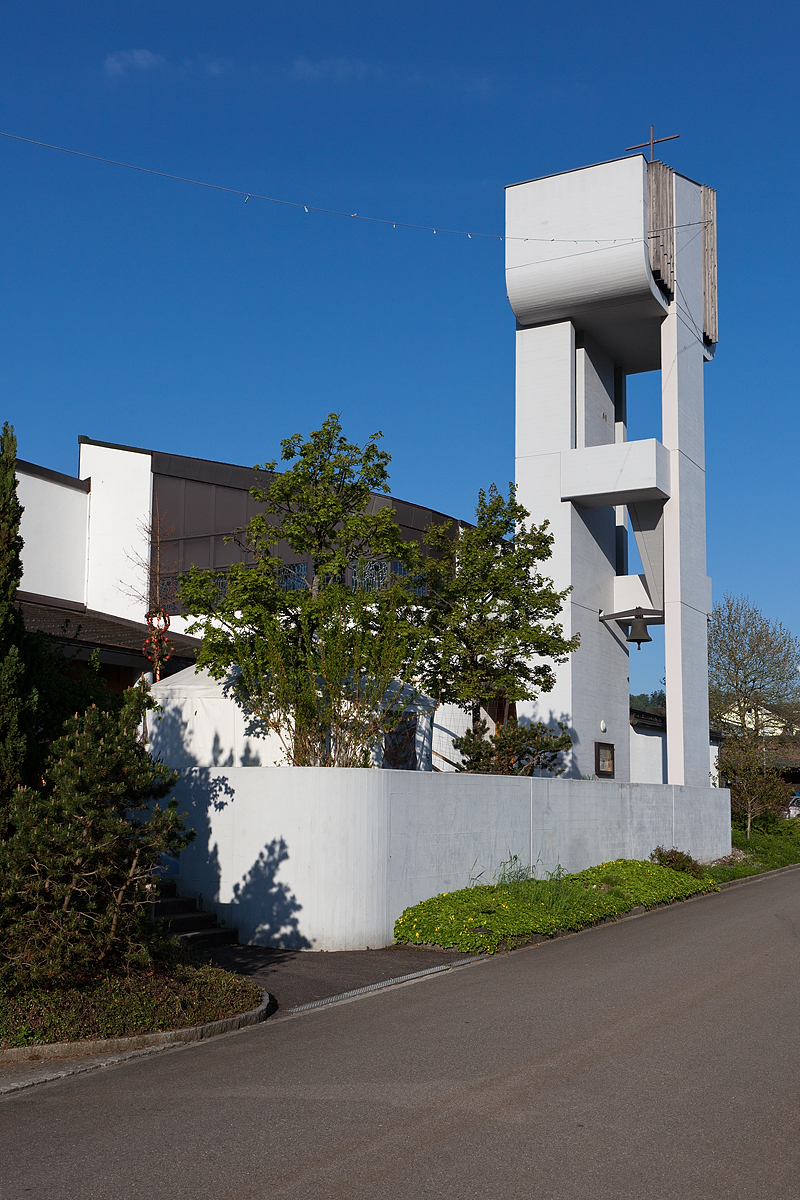
Kirche Heilige Familie Schöftland

Die Kirche Hl. Familie ist das römisch-katholische Gotteshaus von Schöftland im Kanton Aargau. Errichtet wurde sie 1979–1980 vom Architekten Walter Moser.

## Geschichte und Pfarreistruktur

### Vorgeschichte
In den Jahrzehnten des Kulturkampfes und der Trennung der christkatholischen von der römisch-katholischen Kirche hatten es letztere im Kanton Aargau nicht einfach. Erst 1882 entstand im Kanton wieder eine römisch-katholische Pfarrei, und zwar St. Peter und Paul in Aarau. Die Geistlichen dieser Pfarrei betreuten die römisch-katholischen Christen in 27 politischen Gemeinden. Deshalb strebte man danach, weitere Seelsorgestellen respektive Pfarreien aufzubauen, was infolge Geldmangels erst nach und nach möglich war. Ihr Jahr 1916 wurde in Muhen, zwei Jahre später dann in Schöftland eine Unterrichtsstation errichtet. Am 2. Februar 1930 fand im Schloss Schöftland der erste römisch-katholische Gottesdienst statt. Da sich nach dem Bau der Suhrentalbahn etliche Industriebetriebe und Handwerker im mittleren Suhrental niederliessen, zogen auch zunehmend katholische Arbeiter mit ihren Familien in die Region, um hier Arbeit zu finden. Zwar waren 1930 erst 385 Personen katholisch, also rund 2 Prozent der Gesamtbevölkerung. Aber es war abzusehen, dass die Zahl der Katholiken weiter zunehmen würde. Deshalb ernannte der Bischof von Basel, Joseph Ambühl, Schöftland per 1. August 1930 zu einem Pfarrvikariat. Und man begann auch rasch, den Bau einer einfachen Saalkirche mitsamt einem Pfarrhaus zu planen. Am 26. Juni 1932 wurde die erste, schlichte Kirche der Katholiken in Schöftland der Heiligen Familie benediziert. Von Schöftland aus wurden damals Katholiken in 15 politischen Gemeinden betreut.
Dieser erste Kirchenbau mit nebenstehendem Pfarrhaus war trotz seiner Einfachheit dem Baustil des Neuen Bauens, einer Spielart der Moderne, verpflichtet: Das Gebäude besass ein Flachdach und war von Adolf Studer (1894–1938) errichtet worden. Es war zunächst geplant, beim Bau eines späteren, grösseren Gotteshauses diese erste Kirche zum Pfarrsaal umzuwidmen, wie das z. B. auch bei der Kirche St. Mauritius Regensdorf geschehen war. Stattdessen wurde schon bald, nämlich 1933, ein Pfarrsaal zur Kirche hinzugebaut.

### Aufbau der Pfarrei und Struktur
Nach dem Zweiten Weltkrieg wuchs die Zahl der Katholiken in Kölliken rasch an. Deshalb errichtete man dort 1964 eine zweite Kirche, die der Muttergottes geweiht wurde. Um der wachsenden Bedeutung der Gemeinde Rechnung zu tragen, erhob Bischof Anton Hänggi 1971 Schöftland mitsamt Kölliken zu einer selbständigen Pfarrei innerhalb der Kreiskirchgemeinde Aarau. Die Zahl der Katholiken nahm in diesen Jahren weiter zu, was vor allem in Schöftland zu Platzproblemen führte. 1976 fand deshalb ein Wettbewerb für einen Kirchenneubau statt; das Pfarrhaus sollte dagegen erhalten bleiben. Das Projekt von Walter Moser erreichte zunächst zwar nur den zweiten Platz, wurde dann aber dennoch ausgeführt. Im Jahr 1979 begann man mit dem Neubau der Kirche und am 31. August 1980 weihte Bischof Anton Hänggi schliesslich das neue Pfarreizentrum von Schöftland feierlich ein.
Im Jahr 2002 führten die Architekten Werner Schibli, Aarau, und Marcel Haller, Schöftland, an der Kirche Heilige Familie Schöftland eine erste Renovation mit Betonsanierung durch. Hierbei wurden auch die ursprünglich als Sichtbetonelemente geschaffenen Bauteile wie der Glockenturm sowie Bereiche der Giebelfassade ebenfalls weiss gestrichen, sodass der ursprüngliche Farb- respektive Materialkontrast verloren ging.
Heute verfügt die Pfarrei mit den beiden Kirchenzentren in Schöftland und in Kölliken über genug Raum. Gut 21 Prozent der Bevölkerung sind katholisch, gesamthaft über 4660 Personen. Der Ausländeranteil in der Pfarrei beträgt 26 Prozent, was einiges höher ist als in der regionalen Gesamtbevölkerung (ca. 10 Prozent). Die Pfarrei ist heute Teil des Pastoralraums Region Aarau.

## Baubeschreibung

### Kirchturm und Äusseres
Die Kirche Heilige Familie wurde etwas nördlich des Ortszentrums von Schöftland an einer ruhigen Seitenstrasse errichtet. Walter Moser plante die Kirche samt Pfarreizentrum als einheitlichen Baukörper, der sowohl Sichtbetonelemente als auch verputztes Mauerwerk besass. Auf die Lage der Kirche am Birkenweg weist der freistehende Glockenturm, der an der Strassenseite errichtet wurde. Pultdächer schliessen die Gebäudeteile nach oben hin ab. Diese Dächer laufen alle etwa in der Mitte des Baus aufeinander zu. Der ursprüngliche Sichtbetonturm wird aus zwei ungleich dicken Pfeilern gebildet, die dann auf der Höhe der Glockenstube durch eine u-förmige Betonschale miteinander verbunden werden. Die offenen Seiten der Glockenstube sind mit dünnen, senkrechten Stäben verkleidet. Südlich des Turms befindet sich die Kirche, an die sich östlich das eigentliche Pfarreizentrum anschliesst. Unter einem Vordach gelangt man in das Gebäude hinein.

### Innenraum und künstlerische Ausstattung
Der Kirchenraum besitzt einen L-förmigen Grundriss und kann je nach Bedarf mittels Trennwände mehrfach unterteilt werden. Diese Multifunktionalität war typisch für die Kirchbauten der 1970er Jahre. So besitzt z. B. die Kirche St. Petrus Embrachertal ebenfalls einen recht grossen Kirchenraum, der mittels einer Trennwand in einen sakralen Kapellenteil und in einen grösseren, auch profan zu nutzenden Teil getrennt werden kann. Anders als in Schöftland hat diese Konzeption in einigen anderen Kirchen aus jener Zeit nicht überzeugt, sodass die Trennwände wieder entfernt wurden, da sich in der Praxis die Gläubigen je einen eigenen Sakralraum und einen separaten Pfarrsaal wünschten, so z. B. bei der Kirche Heilig Geist in Zürich-Höngg. Der östliche, eher profan genutzte Saalteil ist mit einer Bühne versehen und besteht aus rechtwinklig gebauten Wänden. Der westliche, sakrale Raumteil enthält den um zwei Stufen abgesetzten, mit hellen Marmorplatten verkleideten Altarbereich. Um den Sakralbereich vom profanen Saalteil abzuheben, gestaltete Walter Moser die Wände in diesem Saalteil geschwungen, was auch von aussen an der Fassade gut abzulesen ist. Die holzverschalte Decke zieht sich in Wellenbewegungen tief nach unten in den Raum hinein. Diese Bewegung wird von Oberlichtbändern, die ins Dach eingelassen sind, unterbrochen. Im westlichen, sakralen Raumteil sind in den Wänden zudem Lichtbänder eingelassen, in denen die Glasfenster aus der Vorgängerkirche eingebaut sind. Geschaffen hat diese der Künstler Heinrich Danioth (1896–1953). Nördlich an den Saal sind auf Höhe des Altarraumes das Beichtzimmer sowie die Sakristei angebaut.

### Orgel

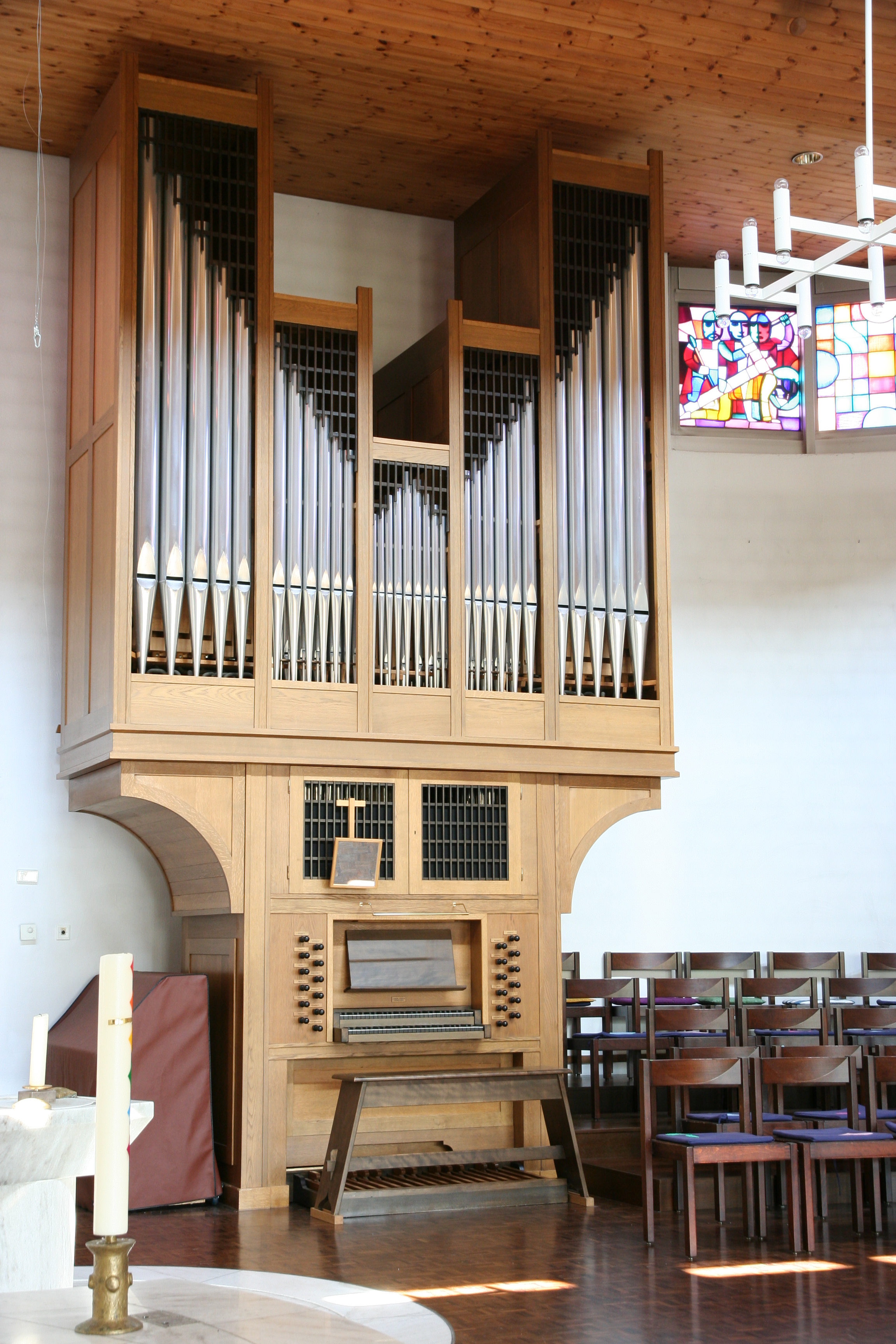
Orgel

Im Jahr 1988 baute Armin Hauser, Kleindöttingen, die Orgel der Kirche. Es handelt sich um ein Instrument mit 19 Registern auf 2 Manualen und Pedal. Hauser erschuf das Werk als Opus 53.
| I Hauptwerk C–f3 |                |
| Prinzipal        | 8′             |
| Hohlflöte        | 8′             |
| Gamba            | 8′             |
| Octave           | 4′             |
| Gedackt Flöte    | 4′             |
| Sesquialter      | 2 ⁄3′ + 1 3⁄5′ |
| Superoctave      | 2′             |
| Mixtur IV        | 1 ⁄3′          |

| II Brustwerk C–f3 |        |
| Gedackt           | 8′     |
| Rohrflöte         | 4′     |
| Nasard            | 2 ⁄3′  |
| Waldflöte         | 2′     |
| Terz              | 1 3⁄5′ |
| Octave            | 1′     |
| Krummhorn         | 8′     |
| Tremulant         |        |

| Pedal C–f1 |     |
| Subbass    | 16′ |
| Octavbass  | 8′  |
| Octave     | 4′  |
| Trompete   | 8′  |

- Koppeln: II/I, I/P, II/P